# Вильнюсская декларация
Вильнюсская декларация — это декларация, принятая Организацией по безопасности и сотрудничеству в Европе (ОБСЕ) на 18-й ежегодной сессии Парламентской ассамблеи, которая проходила в Вильнюсе с 29 июня по 3 июля 2009 года.
Декларация содержала 28 резолюций, в которых рассматривался ряд вопросов, включая «...укрепление ОБСЕ, наблюдение за выборами, продовольственная безопасность в регионе ОБСЕ, мировой финансовый кризис и социальные последствия этого кризиса, Иран, Афганистан, права человека и гражданские свободы, контроль над вооружениями и разоружение в Европе, трудовая миграция в Центральной Азии, энергетическая безопасность, изменение климата, управление водными ресурсами, свобода слова в Интернете, мораторий на смертную казнь». Осуждение тоталитаризма и поддержка Европейского дня памяти жертв сталинизма и нацизма вызвали протесты со стороны России и внимание международных СМИ.

## Осуждение тоталитаризма
Резолюция «Воссоединенная Европа: поощрение прав человека и гражданских свобод в регионе ОБСЕ в 21 веке» примечательна осуждением тоталитаризма. В резолюции говорится, что «в двадцатом веке европейские страны пережили два основных тоталитарных режима, нацистский и сталинский, которые привели к геноциду, нарушениям прав и свобод человека, военным преступлениям и преступлениям против человечности», призывается ко всем членам ОБСЕ занять «единую позицию против любого тоталитарного правления, независимо от идеологической подоплеки», осуждает «прославление тоталитарных режимов, включая проведение публичных демонстраций, прославляющих нацистское или сталинское прошлое», и выражает поддержку Европейскому дню памяти жертв сталинизма и нацизма, который был провозглашен Европейским парламентом в 2008 году.
Резолюция подверглась критике со стороны России, поскольку Иосиф Сталин «продолжает быть героем для многих россиян». Российская делегация пыталась отозвать резолюцию, но безуспешно. Из 213 присутствующих делегатов из 50 стран 201 поддержал резолюцию, 8 проголосовали против и 4 воздержались.